# Chuck McKinley
Charles Robert "Chuck" McKinley Jr. (5 de enero de 1941 - 10 de agosto de 1986) fue un jugador de tenis estadounidense ganador del torneo de Wimbledon en 1963. Junto a Dennis Ralston, también ganó la Copa Davis en 1963.

## Torneos de Grand Slam

### Campeón Individuales (1)
| Año  | Torneo    | Oponente en la final | Resultado   |
| 1963 | Wimbledon | Fred Stolle          | 9-7 6-1 6-4 |

### Finalista Individuales (1)
| Año  | Torneo    | Oponente en la final | Resultado   |
| 1961 | Wimbledon | Rod Laver            | 3-6 1-6 4-6 |

### Campeón Dobles (3)
| Año  | Torneo                            | Pareja         | Oponentes en la final         | Resultado            |
| 1961 | US National Doubles Championships | Dennis Ralston | Rafael Osuna Antonio Palafox  | 6-3 6-4 2-6 13-11    |
| 1963 | US National Doubles Championships | Dennis Ralston | Rafael Osuna Antonio Palafox  | 9-7 4-6 5-7 6-3 11-9 |
| 1964 | US National Doubles Championships | Dennis Ralston | Graham Stilwell Mike Sangster | 6-3 6-2 6-4          |

### Finalista Dobles (1)
| Año  | Torneo                            | Pareja         | Oponentes en la final        | Resultado             |
| 1962 | US National Doubles Championships | Dennis Ralston | Rafael Osuna Antonio Palafox | 4-6 12-10 6-1 7-9 3-6 |